# Університет Мьонджі
Університет Мьонджі (кор. 명지대학교, 明知大學校}}) — приватний християнський університет, заснований у 1948 році в Південній Кореї. Він забезпечує вищу освіту в галузі інженерії, наук та гуманітарних наук. У ньому є два кампуси: Campus Social Science розташований у Сеулі, а Campus Natural Science — у Йонгіні, розташований за 35 км на південь від столиці. Складається з 10 коледжів, 42 кафедр, семи факультетів та восьми спеціалізованих програм аспірантури.
Університет Мьонджі був центром практичного гуманізму протягом останніх півстоліття і здійснює різноманітні та практичні програми глобалізації, співпрацюючи зі 150 університетами у 22 різних країнах.

## Історія
Університет Мьонджі став початковим коледжем домашньої економіки Сеула, заснованим Інституцією Му-Гунг у 1948 р. Та з 1953 р. спочатку це був жіночий початковий коледж Геунви. У 1955 році його назву було змінено на Первинний жіночий коледж Сеула. У 1956 році він був реорганізований у школу спільного навчання, Сеульський коледж освіти вільних мистецтв і наук. Тоді ж було створено християнський факультет освіти та політики. З метою посилити професійну підготовку, його назва знову була змінена на Сеульський практичний коледж вільних мистецтв і наук у 1962 році.

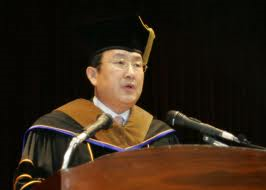
Президент університету Мьонджі Ви Бонг Джин, серпень 2014 року

Назву закладу було змінено з Інституту Му-Гунг на Інститут Монджі на основі християнської віри. Після інавгурації президента Санг-гюна Ви в 1964 році його назва змінилася на університет Мьонджі. В цей час встановили чотирирічний термін навчання. Заклад планував та розробляв 10 програм розвитку, включаючи будівництво нових лекційних залів, виготовлення та реорганізацію кафедр, створення випускних шкіл тощо.
8 вересня 1983 р. статус закладу підняли до університету і внесли кафедри політики та домашньої економіки, змінивши квоти на кафедри. За активної підтримки Інституту Мьонджі було побудовано кампус Йонгіна та заснований дочірній заклад. Університет постійно розширявся, що призвело до розділу установи на два різних містечка — природничого та суспільно-наукового.
13 вересня 1994 року був побудований у співпраці між галузями та науками університету Мьонджі та Nasan Group Центр мистецтв та дизайну. Університет Мьонджі провів церемонію проголошення нового тисячоліття, щоб створити творчу спільноту, яка очолить Корею 21 століття, і зможе впоратися зі швидкими змінами університетського середовища. Християнська віра, творчість, інновації, дії та університет стають силою майбутнього суспільства.

## Символ і талісман
Дерево, що листя, символізує основу Навчального фонду Мьонг Джі, щоб перейняти учнів християнською вірою, щоб вони могли стати відданими та здібними лідерами, які можуть сприяти просуванню нашої культури та національного процвітання та, в кінцевому рахунку, до усвідомлення світу мир.
Білий жеребець — символ вірності, мужності, покірності та чистоти. Це також посилання на кінне походження корейського народу. Шкільний талісман є, таким чином, відображенням глибокої надії, що Монджцзяни, як і білий жеребець, будуть пронизані такими чеснотами, як вірність, мужність, слухняність та чистота, коли вони скачуть у світ для здійснення Царства Божого тут на землі. 

## Організація

### Бакалаврат
- Гуманітарний коледж
  - Корейська мова та література
  - Історія
  - Бібліотека та інформатика
  - Японська мова та література
  - Креативне письмо
  - Арабська студія
  - Історія мистецтв
  - Китайська мова та література
  - Англійська мова та література
  - Філософія
- Коледж соціальних наук
  - Державне управління
  - Цифрові носії інформації
  - Північнокорейські дослідження
  - Політологія та дипломатія
  - Освіта та лідерство молоді
  - Розвиток та освіта дитини
  - Економіка
  - Департамент соціальної допомоги
- Коледж ділового адміністрування
  - Бізнес-адміністрування
  - Міжнародний бізнес та торгівля
  - Нерухомість
  - Інформація про управління
- Інженерний коледж
  - Електротехніка

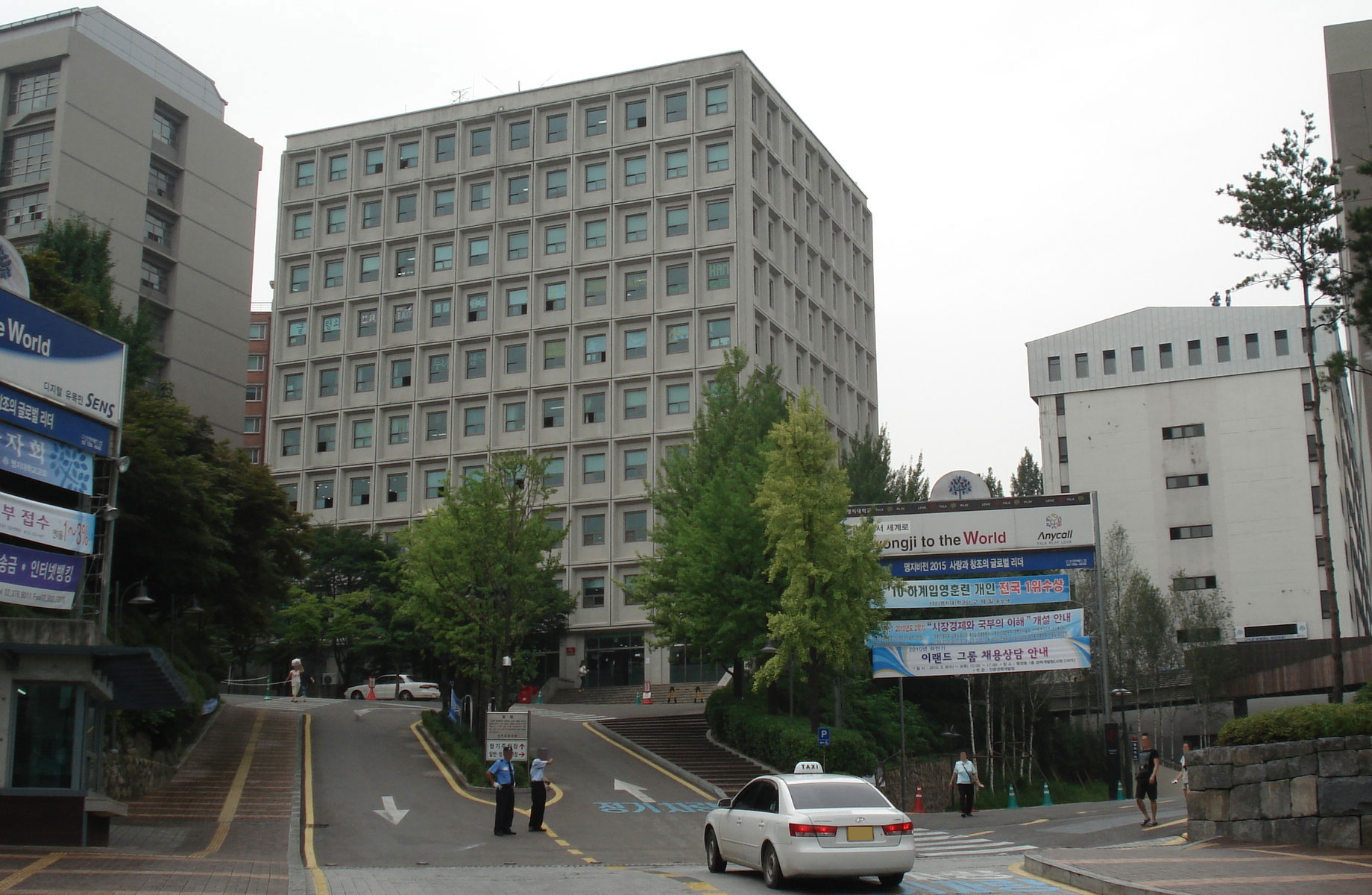
Зал студентського союзу університету Мьонджі, Сеул

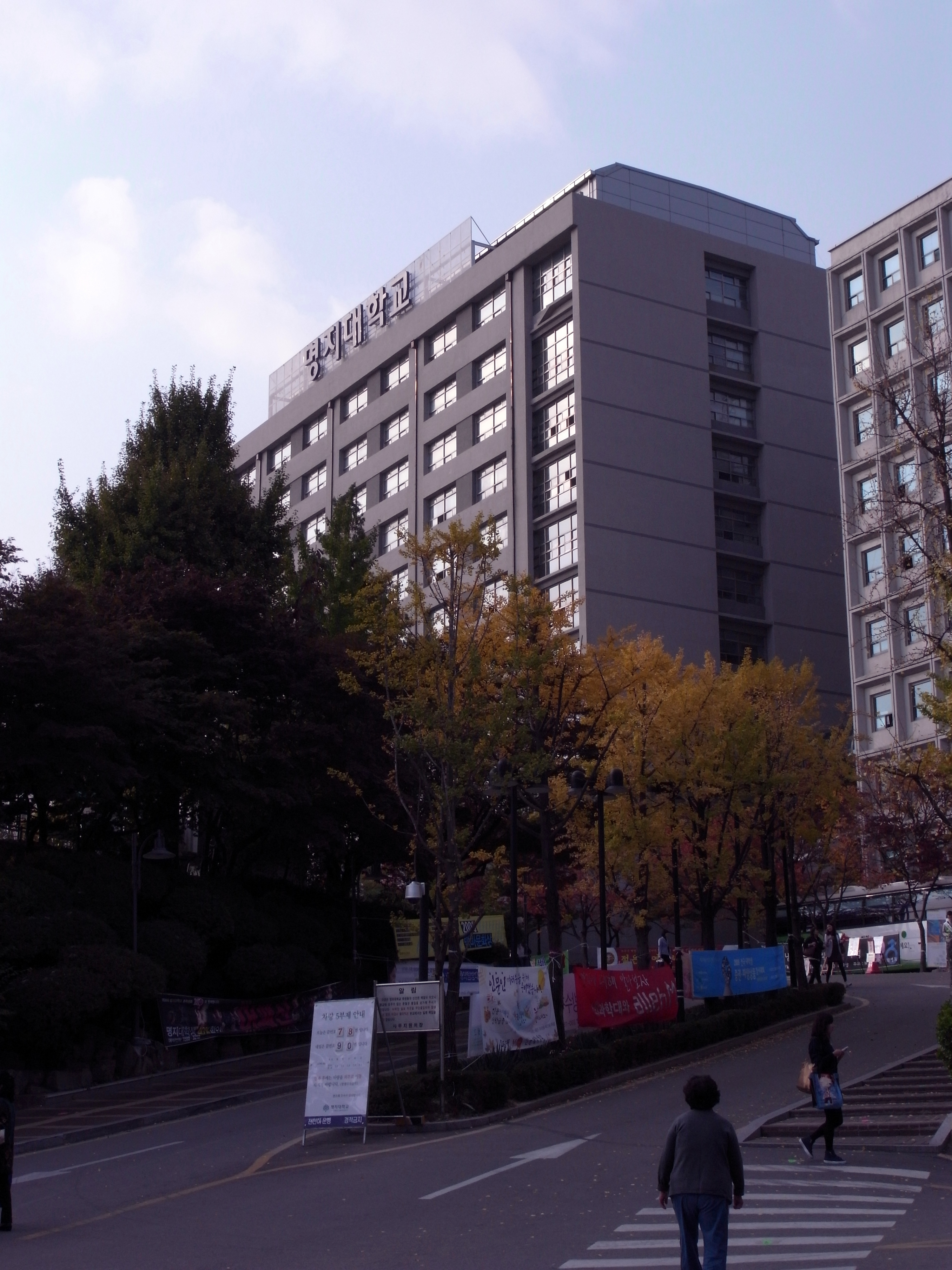
Одна з будівель коледжу університету Мьонджі, Сеул

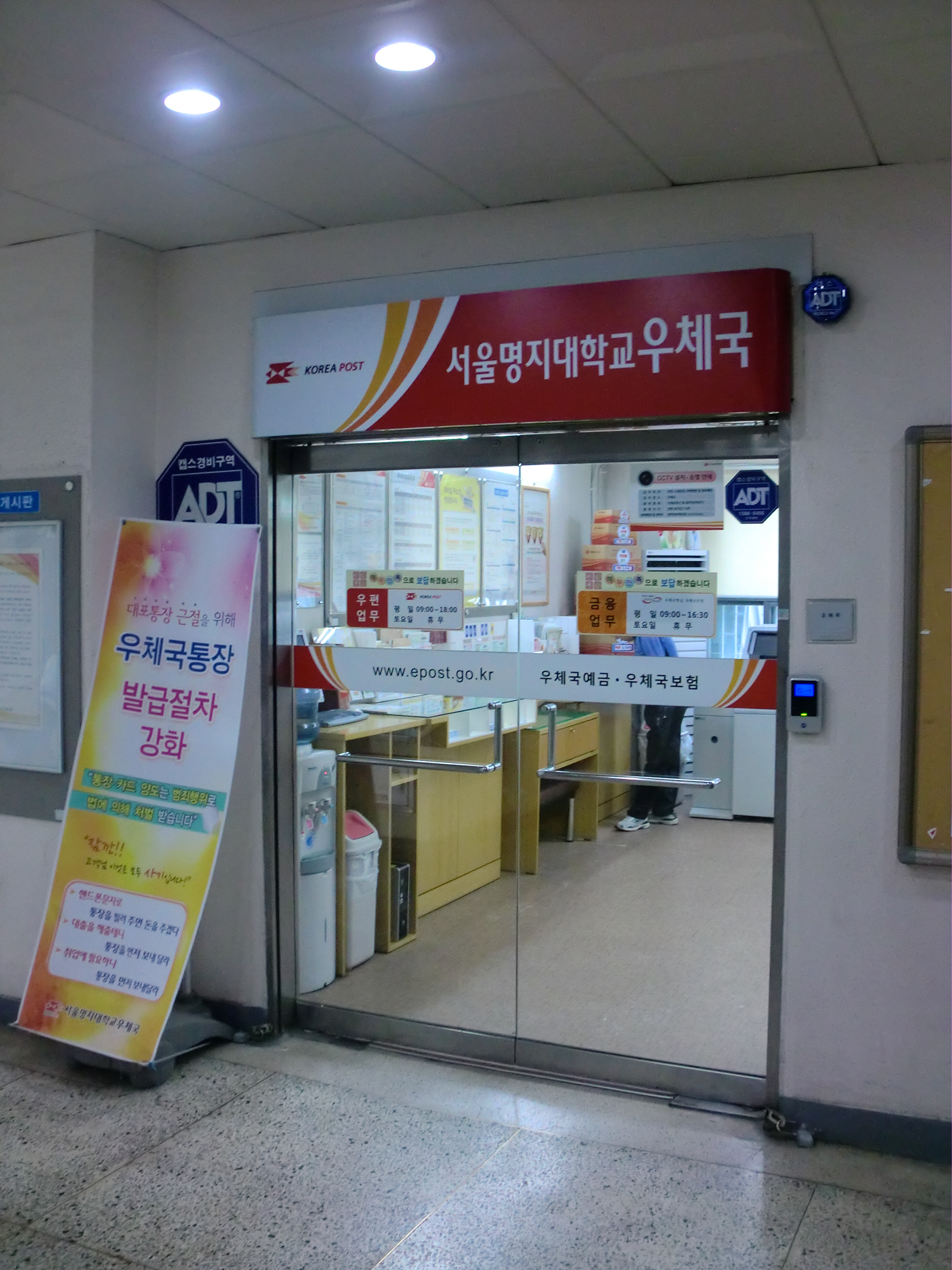
Поштове відділення університету Мьонджі, Сеул

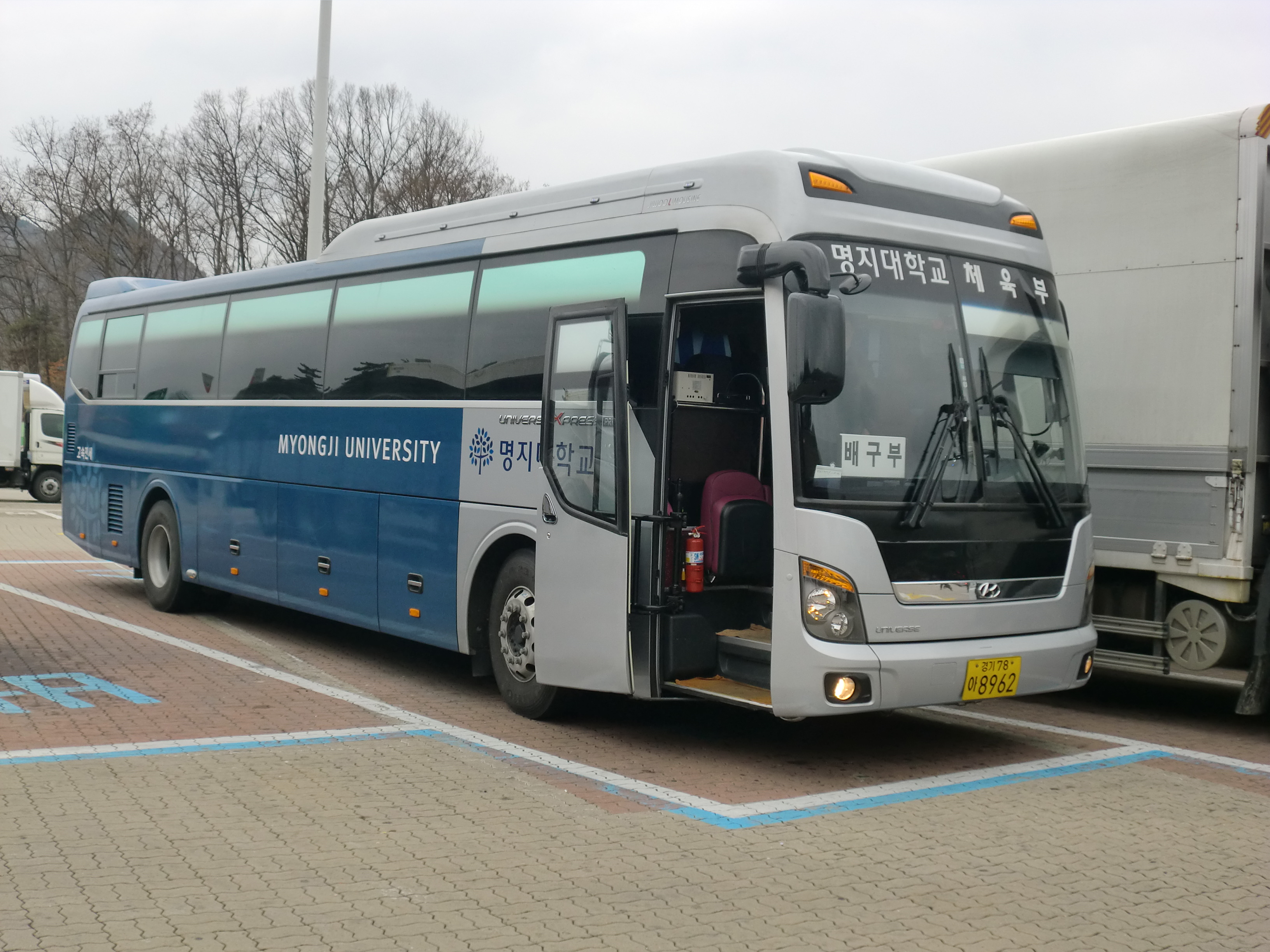
Університетський автобус Мьонджі

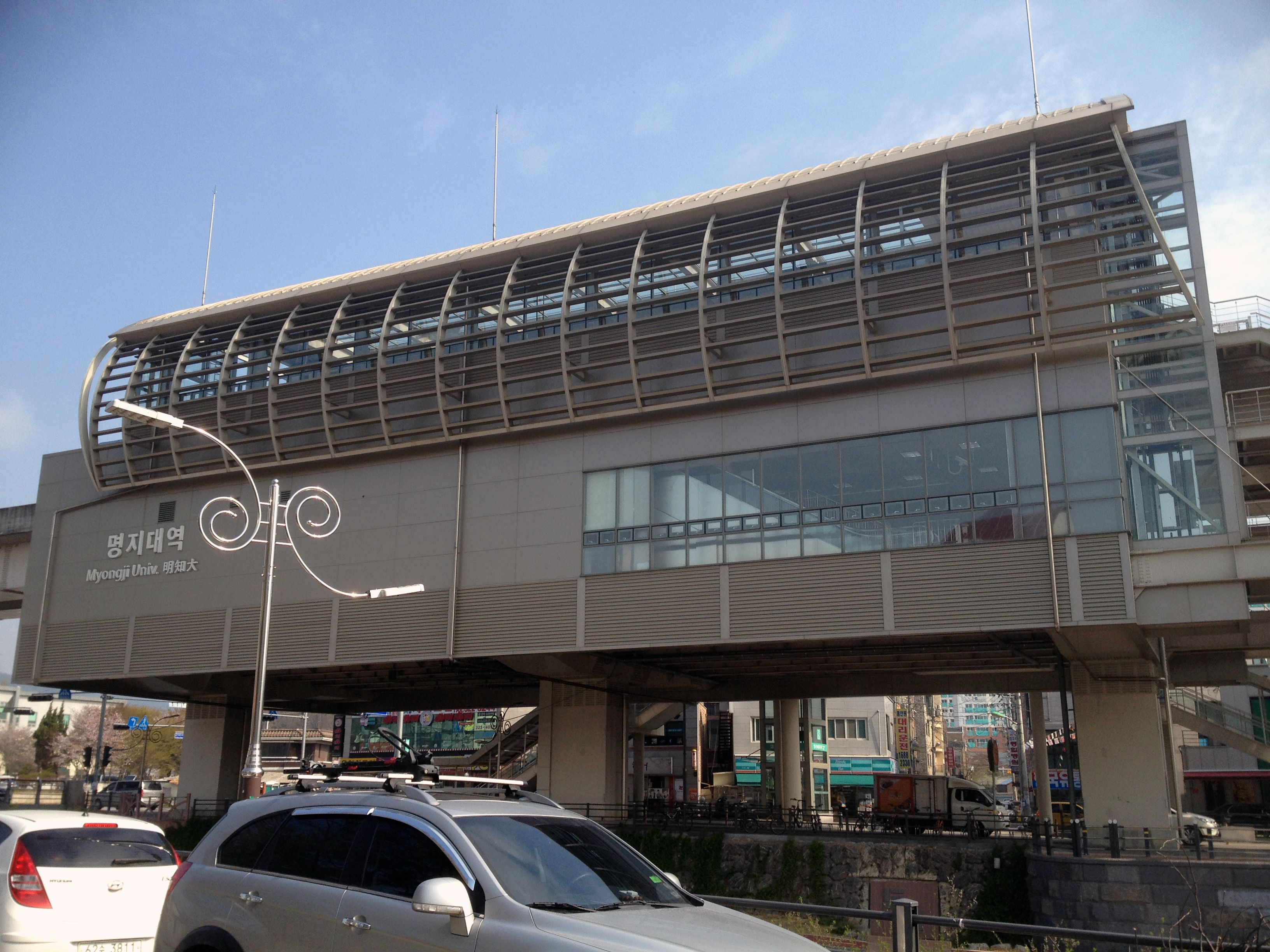
Вокзал університету Мьонджі, Йонгін

  - Цивільне та екологічне будівництво
  - Хімічне машинобудування
  - Промислове та управлінське машинобудування
  - Комп'ютерна інженерія
  - Техніка зв'язку
  - Машинобудування
  - Екологічна інженерія та біотехнологія
  - Електроніка
  - Транспортна техніка
  - Матеріалознавство та інженерія
- Коледж природничих наук
  - Математика
  - Відділ біологічних наук та біоінформатики
  - Їжа та харчування
  - Хімія
  - Фізика
- Коледж мистецтв та фізичного виховання
  - Відділ дизайну
  - Відділ кіно і музики (раніше, Відділ культури і мистецтв)[9]
  - Бадукові студії
  - Відділ музики
  - Відділ фізичного виховання, спорту та дозвілля
- Коледж архітектури
  - Відділ архітектури
  - Космічний дизайн
- Бангмокський загальноосвітній коледж
  - Відділ загальної освіти в кампусі суспільствознавства
  - Відділ відкритих майорів з соціальних наук
  - Відділ загальної освіти в природничому містечку
  - Відділ відкритого навчання з природничих наук
  - Відділ підготовки вчителів

### Бадук вчиться
Кафедра досліджень Бадука була створена в 1997 році, вперше в світовій історії, для вивчення академічного вивчення бадука . Кафедра досліджень Бадука створена з наступними цілями:
- Сприяти ігровій силі учнів вище 5 рівня.
- Отримати глибші знання про життя з культури Бадука
- Розвивати та навчати лідерів у галузі бадуків
- Вчити необхідних іноземних мов для тих, хто може впроваджувати у світ культуру бадук

Кафедра систематично викладає теорію та техніку бадуків, глибоко вивчає культуру бадука та набуває широких знань, пов'язаних із грою. Випускники стануть належними лідерами бадуків у Кореї та зарубіжних країнах.
Область досліджень Бадук поділяється на природу бадука, технічну теорію, практичні відповідники, суміжні галузі, освіту з бадуком та професійну адміністрацію.
У 1997 році в Коледжі мистецтв та фізичного виховання було засновано Індукційне навчання Бадук як курс. У 1998 році він отримав статус незалежного відділу в коледжі мистецтв і фізичних наук, в 1999 році квоту на зарахування збільшили до 30. У 2000 р. З'явився перший бакалавр мистецтв з бадукових студій, а в 2001 році була відкрита Вища школа бадукових студій. До 2003 року з'явився перший магістр мистецтв з бадукових студій.

### Аспірантура
- Коледж права
- Вища школа освіти
- Вища школа архівних наук
- Вища школа соціального виховання
- Вища школа соціального забезпечення
- Вища школа промислових технологій
- Вища школа розподілу та логістики
- Вища школа бізнесу та економіки в галузі інформації
- Вища школа інвестиційної інформації

### Міжнародна аспірантура
Програми пропонуються англійською мовою (однак вебсайт доступний лише корейською мовою):
- Інженерне проектування та управління (спеціалізація в галузі електроніки та техніки зв'язку, машинобудування та машинобудування, екологічної інженерії, комп'ютерної інженерії та програмного забезпечення)
- Міжкультурні дослідження

## Академічний профіль

### Прийом
Заявки подаються на бакалаврські та магістерські програми двічі на рік. Для осіннього семестру, що починається з кінця серпня, заявки відкриті з 1 жовтня по 30 листопада. На весняний семестр, що починається з кінця лютого, заявки відкриті з 1 квітня по 31 травня.

### Стипендії
Для аспірантури професори університету Мьонджі пропонують стипендію з науково-дослідних фондів, TAship, RAship або підтримку за допомогою корейських державних стипендій, таких як IITA-англійська IITA-Main або KRF. Інші стипендії також надаються університетом на рівні випускників та студентів.

### Науково-дослідні лабораторії
Університет Мьонджі підтримує велику кількість науково-дослідних лабораторій у таких сферах, як обчислювальна техніка та інженерія.

## Помітні випускники

### Мовознавство
- Сон Пак Ін (1968—1982), вчений маньчжурської мови[10]

### Політика
- Сон Ча, політик і академік[11]

### Спорт
- Пак Чі Сон, футболіст, капітан Національної збірної Південної Кореї, півзахісник Manchester United
- Ан Сон Те[en], футболіст, захисник Daejeon KHNP
- Чо Хюн Ік[en], футболіст Daegu FC
- Чу Чон Хюн[en], футболіст Mokpo City FC
- Хан Те Ю[en], футболіст FC Seoul
- Чон Кван Чін[en], футболіст
- Kim Bong-rae, footballer for Jeju United
- Kim Jung-hyuk, retired footballer and manager of Mokpo City FC
- Kim Kyung-rae, retired footballer, winner of K League Best XI in 1994 K League
- Kim Min-kyun, footballer for FC Anyang
- Koo Bon-sang, footballer for Ulsan Hyundai
- Moon Byung-woo footballer for Daejeon Korail FC
- Na Kwang-hyun, footballer
- Park Jae-hong, footballer

### Музика
- Лі Те Мін (SHINee)
- Кі (SHINee)[12]
- Кім Джонхьон (SHINee)[13]
- Кім Джунсу[en] (TVXQ та JYJ)[14]
- Кім Кван Сок
- Бекхьон (EXO)
- Чо Бо Рам[en] (T-ara)
- Кім Ю Бін[en] (Wonder Girls)
- Лі Дон Хе[en] (Super Junior)
- Лі Мун Се
- Лі Сон Мін[en] (Super Junior)
- Кюрі[en] (T-ara)
- Сім Су Бон[en]
- Тедді Пак[en]
- Юн Бо Ра[en] (Sistar)
- Чон Юн Хо (TVXQ)
- Сандиль[en] (B1A4)
- Юн Джісон[en] (Wanna One)

### Театр, кіно і телебачення
- Ahn Yong-joon
- Baek Il-seob
- Bong Tae-gyu
- Чі Чін Хі
- Jin Ye-sol
- Jo Dong-hyuk
- Jo Hyun-jae
- Kim Nam-gil
- Пак Бо Гом[15][16]
- Рю Су Йон[17]
- Yeon Jung-hoon